# 李薦高
李薦高（？年—？年），湖北荆州府江陵縣人，由監生遵河工事例加捐知縣，乾隆五十三年九月署四川順慶府岳池縣知縣。是一位政治人物，明清時曾在四川順慶府岳池縣（位於今四川東北部，武周萬歲通天二年分南充、相如二縣置，是一個千年古縣）擔任官吏。